# Vanneaugobius
A Vanneaugobius a csontos halak (Osteichthyes) főosztályának a sugarasúszójú halak (Actinopterygii) osztályába, ezen belül a sügéralakúak (Perciformes) rendjébe, a gébfélék (Gobiidae) családjába és a Gobiinae alcsaládjába tartozó nem.

## Rendszerezés
A nembe az alábbi 3 faj tartozik:
- Vanneaugobius canariensis Van Tassell, Miller & Brito, 1988
- Vanneaugobius dollfusi Brownell, 1978 - típusfaj
- Vanneaugobius pruvoti (Fage, 1907)